# Ahsoka
Ahsoka – amerykański serial telewizyjny osadzony w świecie Gwiezdnych wojen, tworzony przez Jona Favreau i Dave’a Filoniego dla platformy Disney+. Obok Księgi Boby Fetta jest spin-offem serialu The Mandalorian. W tytułowej roli występuje Rosario Dawson, która grała postać Ahsoki Tano w poprzednich serialach ze świata Gwiezdnych wojen. Premiera Ahsoki miała miejsce 23 sierpnia 2023 roku. Serial spotkał się z pozytywną reakcją krytyków. Drugi sezon jest w produkcji.

## Obsada
- Rosario Dawson jako Ahsoka Tano, Togrutanka, Jedi i była padawanka Anakina[1].
- Natasha Liu Bordizzo jako Sabine Wren, młoda mandaloriańska wojowniczka i artysta graffiti, były łowca nagród, padawanka Ahsoki[2].
- Eman Esfandi jako Ezra Bridger, były oszust i złodziej przygarnięty przez Kanana Jarrusa w celu wyszkolenia na rycerza Jedi[3].
- Mary Elizabeth Winstead jako Hera Syndulla, była pilotka Rebelii, która miała dziecko z mistrzem Ezry, Kananem Jarrusem[4].
- Ray Stevenson jako Baylan, były Jedi, który przeszedł na Ciemną Stronę Mocy[5][6].
- Ivanna Sakhno jako Shin Hati, uczennica Baylana[7].
- David Tennant jako Huyang, droid wytwarzający miecze świetlne, który był używany przez Jedi podczas Wojen Klonów. Tennant powtarza swoją rolę z serialu animowanego Gwiezdne wojny: Wojny klonów[8].
- Genevieve O’Reilly jako Mon Mothma, kanclerz Nowej Republiki[9].
- Diana Lee Inosanto jako Morgan Elsbeth, jedna z ostatnich Sióstr Nocy i sojuszniczka Thrawna[10].
- Lars Mikkelsen jako Wielki Admirał Thrawn, starszy oficer Imperium Galaktycznego, który wcześniej został zabrany w nadprzestrzeń przez Ezrę i Purrgil[11][12]. Mikkelsen podkładał wcześniej głos tej postaci w animowanym serialu Star Wars: Rebelianci[13].
- Hayden Christensen jako Anakin Skywalker / Darth Vader, były mentor Ahsoki i mistrz Jedi, który przeszedł na Ciemną Stronę Mocy i stał się Lordem Sithów[14].

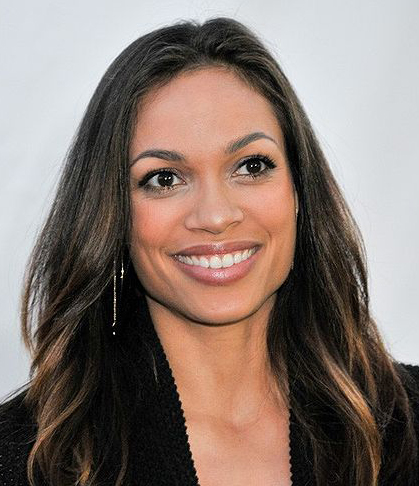
Rosario Dawson, odtwórczyni tytułowej roli

Ponadto swoje role z innych produkcji ze świata Gwiezdnych wojen powtarzają: Dave Filoni jako C1-10P „Chopper”, droid astromechaniczny Hery, Paul Sun-Hyung Lee jako Carson Teva, kapitan Nowej Republiki, a także Anthony Daniels jako C-3PO, droid protokolarny zbudowany przez Anakina Skywalkera, służący obecnie senator Lei Organie.
Dodatkowo w serialu wystąpili także: Mark Rolston jako Hayle, kapitan statku więziennego, na którym przewożona była Elsbeth, Clancy Brown jako Ryder Azadi, gubernator Lothalu, Vinny Thomas jako Jai Kell, senator Lothalu, Peter Jacobson jako Myn Weaver, szpieg Imperium Galaktycznego pracujący jako regionalny nadzorca Corellian, Nelson Lee jako senator Hamato Xiono, Jacqueline Antaramian jako senator Rodrigo, Maurice Irvin jako senator Mawood, Brendan Wayne jako porucznik Lander, Jeryl Prescott Gallien, Claudia Black i Jane Edwina Seymour jako Wielkie Matki, odpowiednio, Aktropaw, Klothow i Lakesis, grupa Sióstr Nocy Dathomiry na Peridii, Wes Chatham jako Enoch, elitarny szturmowiec, który jest kapitanem straży Thrawna, a także Temuera Morrison jako Rex, kapitan oddziału klonów, a później dowódca 501 Legionu, który służył pod rozkazami Anakina i Ahsoki podczas Wojen Klonów.

## Produkcja

### Rozwój projektu
W grudniu 2020 roku Lucasfilm ogłosiło kilka seriali, które będą spin-offami do The Mandalorian, w tym Ahsoka, Rangers of the New Republic i Księga Boby Fetta. Każdy z tych seriali był rozwijany równolegle przez Jona Favreau i Dave’a Filoniego. Filoni napisał scenariusz do serialu i jest głównym producentem. Serial opowiadać ma o postaci Ahsoki Tano, która była współtworzona przez Filoniego dla serialu animowanego Gwiezdne wojny: Wojny klonów i pojawiła się w drugim sezonie serialu The Mandalorian oraz w 6. odcinku serialu Księga Boby Fetta. W kwietniu 2022 roku Peter Ramsey został zatrudniony do wyreżyserowania co najmniej jednego odcinka serialu. W styczniu 2024 ujawniono, że drugi sezon serialu jest w fazie rozwoju.

### Casting
Wraz z ogłoszeniem serialu w grudniu 2020 roku potwierdzono, że Rosario Dawson powtórzy swoją rolę jako Ahsoka Tano z The Mandalorian. W sierpniu 2021 roku Lucasfilm szukało aktorki, która zagra postać Sabine Wren z serialu Star Wars: Rebelianci. W październiku potwierdzono, że Hayden Christensen powtórzy swoją rolę jako Anakin Skywalker / Darth Vader, a w listopadzie Natasha Liu Bordizzo została obsadzona jako Wren. Tego samego miesiąca Ivanna Sakhno dołączyła do obsady w nieujawnionej roli. W styczniu 2022 roku poinformowano, że do obsady dołączyła Mary Elizabeth Winstead, jednak nie ujawniono jej roli, a następnego miesiąca ujawniono, że w roli czarnego charakteru wystąpi Ray Stevenson. Wcześniej podkładał on głos postaci Gar Saxona w Rebeliantach i Wojnach klonów.

### Zdjęcia
Prace na planie miały się rozpocząć pod koniec kwietnia 2022 roku w Los Angeles pod roboczym tytułem Stormcrow. Produkcja serialu rozpoczęła się w maju 2022 roku. Za zdjęcia odpowiadali Eric Steelberg i Quyen Tran. W serialu wykorzystano technologię wirtualnej produkcji StageCraft. Prace na planie zakończyły się w październiku tego samego roku.

## Marketing
Filoni i Favreau promowali serial 26 maja 2022 roku na panelu Lucasfilm podczas Star Wars Celebration. 2 dni później Dawson, Filoni, Favreau i Bordizzo pojawili się na panelu dotyczącym The Mandalorian oraz Księgi Boby Fetta. Wtedy też pokazano materiał z pierwszych trzech tygodni kręcenia Ahsoki. Pierwszy zwiastun serialu został zaprezentowany 7 kwietnia 2023 roku podczas Star Wars Celebration.

## Emisja
Pierwsze dwa odcinki Ahsoki zadebiutowały 23 sierpnia 2023 roku na platformie Disney+. Kolejne ukazywały się co tydzień, aż do 4 października 2023.

## Odbiór

### Krytyka w mediach
Serial spotkał się z pozytywną reakcją krytyków. W serwisie Rotten Tomatoes 87% z 249 recenzji uznano za pozytywne, a średnia ocen wystawionych na ich podstawie wyniosła 7,35/10. Na portalu Metacritic średnia ważona ocen z 25 recenzji wyniosła 68 punktów na 100.